# 鈴木正幸
鈴木 正幸（すずき まさゆき、1946年3月19日 - ）は、日本の俳優。所属事務所はオフィスPSC。

## 来歴・人物

### 来歴
青森県弘前市（旧中津軽郡相馬村）出身。1965年～1971年に『劇団世代』で活動。1971年～1975年には商業演劇で、新宿コマ劇場、芸術座、日生劇場、東京宝塚劇場の舞台で活動する。
『3年B組金八先生』を筆頭とする、いわゆる『桜中学シリーズ』に唯一全シリーズに出演したことで知られ、津軽訛りで主人公に絡む巡査・大森巡役が当たり役となる。津軽訛りについては、劇団時代から「お前はいつも訛ってる」と指摘され、演出家からも「イントネーションを何とかしないと舞台には立てない」とよく言われていた。そんな中、1975年にポーラテレビ小説『加奈子』（TBS）の出演者に起用されたのをきっかけに、テレビ界に進出。このドラマの脚本を手掛けた小山内美江子から「普段の何気ない会話のニュアンスが面白いですね」と言われたことがあり、以後も小山内脚本の桜中学シリーズに出演し続けたこともあって「小山内先生にはよくかわいがってもらってます」とも話している。
また、『宇宙刑事ギャバン』をはじめとする『宇宙刑事シリーズ』のテレビシリーズ3作及びVシネマ『宇宙刑事 NEXT GENERATION』を通して大山小次郎役（TVシリーズではフリーのルポライター→ペットショップ経営、平成作品以降では→エネルギー研究所の所長→銀河連邦警察のサイバー犯罪捜査官）で出演。当初は台本には津軽訛りで喋るようには指定されておらず、ギャバン第1話の監督である小林義明に「好きにやって良い」と指図されたことから、以後同シリーズでも津軽訛りのコミカルなキャラクターを演じ続けた。この2シリーズにより、すっかりコミカルなおとぼけキャラが定着。大森という役名ではないが、映画『ミンボーの女』には大森巡査のパロディ的な性格の警官役で出演している。
また、Flowの『贈る言葉』のプロモーションビデオにも「大森巡査」役で出演している（楽曲が第1期『3年B組金八先生』の主題歌のカバーであるため。）。『3年B組金八先生』の縁で、海援隊のいつか見た青い空のプロモーションビデオにも巡査役で出演し、かつGLAYのシングル『百花繚乱/疾走れ!ミライ』のPVにも、HISASHIが同じ弘前市出身という縁で巡査役で出演している。また1990年代には青森市にあった飲食店「昔ばなし」のテレビコマーシャルに警官役で出演していたこともある。
現在は栃木県の那須高原に在住し、自宅の自家菜園で無農薬野菜を栽培している。

### 人物
趣味は料理で、売れないときに魚屋や小料理屋の厨房でアルバイトをしていたこともあり、プロ並みの実力を持つ。料理関係の番組への出演歴もある。
1999年秋のTBSテレビの期首特番オールスター感謝祭の「赤坂5丁目ミニマラソン」で優勝を果たした。

## 出演

### テレビドラマ
- 無用ノ介（1969年、日本テレビ）
- ナタを追え（1970年、NHK）
- 特別機動捜査隊（1974年、テレビ朝日）
- 水もれ甲介 第13話「ガスもれ注意!」（1975年、日本テレビ） - 駅前の男役
- ウルトラマンレオ 第45話「恐怖の円盤生物シリーズ! まぼろしの少女」（1975年、TBS） - 警官役
- 新宿警察 第2話「地下水道」（1975年、フジテレビ・東映）
- 東芝日曜劇場「松本清張おんなシリーズ・馬を売る女」（1978年、TBS）
- 熱中時代 第25話（1979年、日本テレビ） - 大工 役
- 同心部屋御用帳 江戸の旋風IV 第22話「どぶねずみに花束を」（1979年、フジテレビ・東宝） - 永井 役
- 桜中学シリーズ（1979年 - 2011年、TBS）・教習所物語 （1999年 - 2000年、TBS） - 大森巡査 役
  - 3年B組金八先生（1979年 - 2011年） - 第7シリーズ終了後、「巡（めぐる）」というファーストネーム（鈴木が命名）がつけられた。
  - 1年B組新八先生（1980年）
  - 2年B組仙八先生（1981年 - 1982年）
  - 3年B組貫八先生（1982年 - 1983年）
- 特捜最前線（1977年 - 1986年、テレビ朝日） - #380「老刑事・対決の72時間!」、#473「嘘から出た殺人・結婚詐欺師に愛の手を!」
- 連続テレビ小説（NHK）
  - 本日も晴天なり（1982年） - 橋本 役
  - どんど晴れ（2007年） - 加賀美久則 役
- メタルヒーローシリーズ
  - 宇宙刑事シリーズ（1982年 - 1985年、テレビ朝日） - 大山小次郎 役
    - 宇宙刑事ギャバン（1982年 - 1983年）
    - 宇宙刑事シャリバン（1983年 - 1984年）
    - 宇宙刑事シャイダー（1984年 - 1985年）

  - 世界忍者戦ジライヤ（1988年、テレビ朝日） - ヘンリー楽珍 役
- おゆう（ポーラテレビ小説 1983年、TBS）
- 裸の大将放浪記 第11話「別れが悲しかったので」（1983年、関西テレビ） - 新聞記者 役
- 月曜ドラマランド のんき君（1983年 - 1984年、フジテレビ）
- 事件記者チャボ! 第17話「チャボっと見ていた少年!!」（1984年、NTV/ユニオン映画） - 岡村 役
- 気分は名探偵（1984年、日本テレビ） - 斉藤洋介 役
- 私鉄沿線97分署 第54話「ラブレターは正油味!?」（1985年、テレビ朝日） - タクシー運転手 役
- 花田春吉なんでもやります（1985年、TBS）
- いのち（1986年、NHK総合） - 信吉 役
- はなまるマーケット殺人事件（2000年3月10日、TBS）
- ふしぎな話「カントリーロード」（2000年、MBS）
- おーい、ニッポン 今日はとことん青森県（2000年10月15日、NHK-BS2）
- 金曜エンタテイメント 恐妻家探偵の事件帖 殺しのレシピ（2000年10月20日、フジテレビ） - 医師 役
- はぐれ刑事純情派（2001年） - 工藤信也 役
- 精霊流し〜あなたを忘れない〜（2002年、NHK総合）
- 月曜ミステリー劇場　探偵 左文字進（2004年、TBS） - 木村刑事 役
- NHK金曜時代劇 最後の忠臣蔵（2004年11月 - 12月、NHK総合）
- 金曜エンタテイメント
  - 「所轄刑事1」（2004年） - 関根刑事 役
  - 「津軽海峡ミステリー航路3」（2004年） - 戸田刑事 役
- 水曜ミステリー9 信濃のコロンボ事件ファイル9「乗せなかった乗客」（2005年、テレビ東京）
- 天国に一番近い男（TBS） - 大森巡査 役
- さすらい署長 風間昭平7（2007年10月31日、テレビ東京） - 山鼻俊平 役
- 旅行作家・茶屋次郎8（2008年） - 小柴祐三 役
- 特命係長 只野仁 SP '08 大手銀行派遣女子行員が仕掛けた罠（2008年2月2日、テレビ朝日）
- トップセールス（2008年4月26日、NHK総合）
- 天地人（2009年、NHK） - 深沢利重 役
- 愛の劇場最終シリーズ 大好き!五つ子（2009年、TBS） - 大森健次 役
- 帰ってくるのか!?33分探偵（2009年3月21日、フジテレビ） - 用務員 役
- ザ・ライバル「少年サンデー・少年マガジン物語」（2009年5月5日、NHK） - 土屋先生 役
- 水戸黄門（TBS・C.A.L.）
  - 第40部 第13話「男を変えた女の純情・出雲崎」（2009年11月2日） - 多平 役
  - 第43部 第17話「疑惑に満ちた雨の宿・木更津」（2011年11月14日） - 太兵衛 役
- 君たちに明日はない 第6話（2010年2月27日、NHK）
- スペシャル!傑作選「ほっこり あったか 冬こそ行きたい 雪見の秘湯」（2010年3月12日、テレビ東京）
- 土曜時代劇 まっつぐ〜鎌倉河岸捕物控〜 第11話（2010年7月31日、NHK総合） - 浜屋 役
- 月曜ゴールデン （TBS）
  - 財務捜査官 雨宮瑠璃子6（2011年2月14日） - 犬飼庄之助 役
  - 人間再生・工場長 岡田岩児（2011年7月11日） - 靴屋の店員 役
  - 美食カメラマン 星井裕の事件簿3（2012年6月25日） - 若林勇 役
  - 山岳刑事 日本百名山殺人事件（2012年8月20日） - 倉渕 役
  - 税務調査官・窓際太郎の事件簿26（2014年2月24日） - ラーメン屋店主 役
- ドラマ10 胡桃の部屋 第2-3話（2010年8月2・9日、NHK総合） - スーパー店長 役
- 京都地検の女 第7シリーズ 第7話（2011年9月1日、テレビ朝日） - 田中良次 役
- 市長はムコ殿（2012年5月 - 7月、BS朝日） - 多後壱説 役
- クレオパトラな女たち 第6話「全身サイボーグ」（2012年5月23日、日本テレビ） - タクシー運転手 役
- 孤独のグルメ season2 第3話 （2012年10月24日、テレビ東京） - マスター 役
- 勇者ヨシヒコと悪霊の鍵 第5話 （2012年11月9日、テレビ東京） - 大森 役
- 金曜プレステージ （フジテレビ）
  - 警部補・佐々木丈太郎5（2013年3月15日） - 北村 役
- お天気お姉さん 第5話（2013年5月10日、テレビ朝日） - 駒田吉雄 役
- 天魔さんがゆく 第3話 （2013年7月29日、TBS） - 番頭 役
- 特集ドラマ「生きたい たすけたい」（2014年3月11日、NHK） - 佐々木信彦 役
- 木曜時代劇 かぶき者 慶次 （2015年、NHK） - 半助 役
- 月曜名作劇場
  - ミステリー作家・朝比奈耕作シリーズ
    - 「花咲村の惨劇」（2016年6月6日、TBS） - 三谷大二郎 役
    - （2018年） - 横田康介 役
- 運命に、似た恋（2016年、NHK総合） - 奥田 役
- 拝啓、民泊様。（2016年10月 - 、MBS） - 寛太の父 役[6]
- 相棒 season15 第1話「守護神」（2016年10月12日、テレビ朝日・東映） - 西村源助 役
- ゆとりですがなにか（2017年、日本テレビ） - 山路豊 役
- 水戸黄門 第10話「炎に消えた黄門様」（2017年12月6日、BS-TBS・C.A.L.） - 上林十蔵 役
- 刑事7人（2018年8月8日、テレビ朝日） - 木下喜一 役
- 3年A組-今から皆さんは、人質です-（2019年） - 牧原丈一郎 役
- SEDAI WARS（2020年） - 小川清 役
- 駐在刑事 Season2 第4話（2020年2月14日、テレビ東京） - 上小路知康 役
- 天使にリクエストを〜人生最後の願い〜 最終回（2020年10月17日、NHK総合） - 男妻鹿 役
- 全っっっっっ然知らない街を歩いてみたものの Season2 第3話（2022年3月20日〈予定〉、フジテレビ）[7]

### 映画
- 真昼の情事（1972年）
- 団地妻 女ざかり（1972年）
- 昼下りの情事　変身（1973年）
- 多羅尾伴内（1978年）
- ゴンドラ(1987年)
- ミンボーの女（1991年）
- あふれる熱い涙（1992年）
- ぷりてぃ・ウーマン（2003年）
- 奇跡のリンゴ（2013年）
- 日本の青空シリーズ第3弾 渡されたバトン〜さよなら原発〜（2013年、インディーズ）
- 美しき誘惑-現代の「画皮」-（2021年、日活） - 和田会長 役
- バカ塗りの娘（2023年）

### ゲーム
- 宇宙刑事魂 - 大山小次郎 役
- 3年B組金八先生 伝説の教壇に立て! - 大森巡査 役

### オリジナルビデオ
- 宇宙刑事シャイダー NEXT GENERATION（2014年11月7日） - 大山小次郎 役

### プロモーションビデオ
- FLOW「贈る言葉」（2003年） - 大森巡査 役
- 海援隊「いつか見た青い空」（2007年） - 大森巡査 役
- GLAY「百花繚乱/疾走れ!ミライ」（2014年） - 大森巡査 役

### ラジオ
- グラフ四季のエネルギー刑事 スーさんが行く（2004年7月 - 、エフエム青森）
- FMシアター「お岩木さまの子供たち」（2016年2月20日、NHK-FM）

### バラエティー
- 新・アフタヌーンショー（テレビ朝日） - 「旬 ザ・日本」担当
- そこが知りたい（TBSテレビ）
- 秘密のケンミンSHOW（読売テレビ） ※不定期

### CM
- マックロード600（松下電器）

## 舞台
- 人情喜劇 母の子守歌 （2005年、吉幾三特別公演、新宿コマ劇場）